# Luis Fajardo
Luis Alfonso Fajardo Posada (Medellín, 18 giugno 1963) è un ex calciatore colombiano, di ruolo centrocampista.

## Caratteristiche tecniche
Giocava come centrocampista offensivo. Secondo Francisco Maturana tra le sue caratteristiche principali vi era lo scatto in velocità, che lo rendevano una buona "spalla" per Alexis García, suo compagno all'Atlético Nacional.

## Carriera

### Club
Passò in prima squadra dell'Atlético Nacional nel 1984, dopo aver giocato nel settore giovanile del club; tra gli anni ottanta e novanta vinse Libertadores, Coppa Interamericana e un campionato nazionale e andò vicino a disputarsi ai rigori la Coppa Intercontinentale 1989 contro il Milan; Fajardo però non partecipò a tale incontro. Lasciato l'Atlético, disputò la stagione 1995-1996 con l'Independiente Medellín e successivamente si ritirò.

### Nazionale
Fu convocato da Maturana, suo ex tecnico al Nacional, per il campionato del mondo 1990. Non prese parte alle prime due partite con la Nazionale, ma giocò da titolare tutti i novanta minuti della sfida del Meazza con la Germania. Fu inoltre presente nell'incontro con il Camerun al San Paolo di Napoli, ricoprendo di fatto il ruolo di attaccante; fu sostituito al sessantatreesimo minuto da Iguarán.

## Palmarès

### Club

#### Competizioni nazionali
- Campionato colombiano: 1

Atlético Nacional: 1991

#### Competizioni internazionali
- Coppa Libertadores: 1

Atlético Nacional: 1989
- Coppa Interamericana: 1

Atlético Nacional: 1989